# Колосовская, Валентина Фёдоровна
Валентина Фёдоровна Колосовская — советский хозяйственный, государственный и политический деятель.

## Биография
Родилась 17 февраля (4 февраля по старому стилю) 1900 года в деревне Биря Минусинского округа Енисейской губернии. Член ВКП(б).
В 1921—1941 гг. — фельдшер в Минусинской больнице Красноярского края, ординатор, заведующая хирургической больницы в г. Минусинске, врач-хирург центральной амбулатории Свердловска, внештатный ординатор Верх-Исетской хирургической больницы, старший ординатор II хирургического отделения 3 клинической больницы Свердловска.
С 1941 года — ассистент кафедры госпитальной хирургии Свердловского медицинского института, ведущий хирург эвакуационных госпиталей № 3862, 1707, 1703, профессор кафедры госпитальной хирургии СГМИ, заведующая кафедрой факультетской хирургии СГМИ (1954—1969).
Избиралась депутатом Верховного Совета РСФСР 2-го созыва.
Умерла 31 августа 1980 года в Свердловске. Похоронена на Широкореченском кладбище.